# SPD-Parteivorstand
Der SPD-Parteivorstand leitet die Sozialdemokratische Partei Deutschlands. Er führt die Beschlüsse des Parteitages durch und verabschiedet selbst auch Beschlüsse zu wichtigen politischen Themen. Der Parteivorstand beruft den Bundesparteitag ein. Aus dem Parteivorstand geht als geschäftsführender Vorstand das Parteipräsidium hervor, dem die beiden Vorsitzenden, die stellvertretenden Vorsitzenden, der Generalsekretär, der Schatzmeister und der Verantwortliche für die Europäische Union sowie drei weitere aus der Vorstandsmitte gewählte Beisitzer angehören.

## Statut
Dem SPD-Parteivorstand gehören laut Organisationsstatut an:
- der oder die Vorsitzende oder zwei gleichberechtigte Vorsitzende, davon eine Frau,
- fünf stellvertretende Vorsitzende,
- der Generalsekretär oder die Generalsekretärin,
- der Kassierer oder die Kassiererin (Schatzmeister bzw. Schatzmeisterin),
- der oder die Verantwortliche des Parteivorstandes für die Europäische Union und
- eine vom Parteitag festzusetzende Zahl weiterer Mitglieder[3]

außerdem
- der oder die Vorsitzende der Kontrollkommission (nimmt an den Sitzungen des Parteivorstandes mit beratender Stimme teil).

Beratende Vorstandsmitglieder sind nicht Parteivorstandsmitglieder im Sinne des § 11 Abs. 2 des Parteiengesetzes.

## Mitglieder
Nach der Wahl auf dem Parteitag vom 27. bis 29. Juni 2025 gehören dem Parteivorstand an:
| Name                         | Funktion | Foto |
| ---------------------------- | --- | ---- |
| Bärbel Bas                   | Parteivorsitzende |      |
| Lars Klingbeil               | Parteivorsitzender |      |
| Petra Köpping                | Stellvertretende Vorsitzende Stellvertretende Ministerpräsidentin des Freistaats Sachsen Sächsische Staatsministerin für Soziales, Gesundheit und Gesellschaftlichen Zusammenhalt                                           |      |
| Serpil Midyatli              | Stellvertretende Vorsitzende Vorsitzende der SPD Schleswig-Holstein |      |
| Achim Post                   | Stellvertretender Vorsitzender Co-Vorsitzender der SPD Nordrhein-Westfalen |      |
| Anke Rehlinger               | Stellvertretende Vorsitzende Präsidentin des Bundesrates Ministerpräsidentin des Saarlandes Vorsitzende der SPD Saarland |      |
| Alexander Schweitzer         | Stellvertretende Vorsitzender Ministerpräsident von Rheinland-Pfalz |      |
| Tim Klüssendorf              | Generalsekretär |      |
| Dietmar Nietan               | Schatzmeister |      |
| Katarina Barley              | Verantwortliche für die Europäische Union Vizepräsidentin des Europäischen Parlaments |      |
| Beisitzer                    | |      |
| Sabine Bätzing-Lichtenthäler | Fraktionsvorsitzende im Landtag von Rheinland-Pfalz |      |
| Andreas Bovenschulte         | Bremer Bürgermeister |      |
| Ronja Endres                 | Vorsitzende der BayernSPD |      |
| Wiebke Esdar                 | Sprecherin der Parlamentarischen Linken |      |
| Fabian Ferber                | Gewerkschaftsfunktionär, Vorsitzender des SPD-Unterbezirks im Märkischen Kreis |      |
| Timon Gremmels               | Hessischer Minister für Wissenschaft und Forschung, Kunst und Kultur |      |
| Oliver Kaczmarek             | Mitglied des Bundestages |      |
| Elisabeth Kaiser             | Staatsministerin und Beauftragte der Bundesregierung für Ostdeutschland beim Bundesminister der Finanzen |      |
| Annika Klose                 | Mitglied des Bundestages |      |
| Thorsten Kornblum            | Oberbürgermeister von Braunschweig |      |
| Sarah Lahrkamp               | Mitglied des Bundestages |      |
| Kaweh Mansoori               | Minister für Wirtschaft, Energie, Verkehr, Wohnen und ländlichen Raum von Hessen Stellvertretender Ministerpräsident von Hessen Vorsitzender des SPD Bezirks Hessen-Süd stellvertretender Landesvorsitzender der SPD Hessen |      |
| Bettina Martin               | Ministerin für Wissenschaft, Kultur, Bundes- und Europaangelegenheiten von Mecklenburg-Vorpommern |      |
| Katja Mast                   | Parlamentarische Staatssekretärin bei der Bundesministerin für Arbeit und Soziales |      |
| Siemtje Möller               | Stellvertretende Fraktionsvorsitzende der SPD-Bundestagsfraktion |      |
| Katja Pähle                  | Fraktionsvorsitzende im Landtag von Sachsen-Anhalt |      |
| Sarah Philipp                | Vorsitzende der SPD Nordrhein-Westfalen |      |
| Boris Pistorius              | Bundesminister der Verteidigung |      |
| Sebastian Roloff             | Mitglied des Bundestages |      |
| Jessica Rosenthal            | Mitglied des Bundestages a. D. |      |
| Dagmar Schmidt               | Stellvertretende Fraktionsvorsitzende der SPD-Bundestagsfraktion |      |
| Andreas Stoch                | Fraktionsvorsitzender im Landtag von Baden-Württemberg Vorsitzender der SPD Baden-Württemberg |      |
| Marja-Liisa Völlers          | Mitglied des Bundestages |      |
| Ibrahim Yetim                | Mitglied des Landtages Nordrhein-Westfalen a. D. |      |